# جائزة بريطانيا الكبرى 1964
جائزة بريطانيا الكبرى 1964 هو سباق فورمولا 1 أقيم بتاريخ 11 يوليو 1964 في كنت، إنجلترا. كان الخامس من أصل 10 في بطولة العالم لسباقات الفورمولا واحد موسم 1964. حلّ البريطاني جيم كلارك أولا بينما جاء البريطاني غراهام هيل في المركز الثاني وحصل على المركز الثالث البريطاني جون سورتيس.